# Fujian
 Fujian (?·pàg.) (xinès: 福建; Pinyin: Fújiàn; Wade-Giles: Fu-chien; Postal System Pinyin: Fukien, Foukien; transliteració local Hokkien de Min Nan Hok-kiàn) és una de les províncies a la costa sud-est de la Xina. Limita amb Zhejiang al nord, Jiangxi a l'oest, i Guangdong al sud. Taiwan es troba a l'est, al llarg de l'Estret de Taiwan.

## Geografia
El territori és muntanyenc, amb una orografia molt escarpada. Aquesta situació geogràfica ha dificultat les comunicacions terrestres de la província amb la resta del país. El primer ferrocarril no va arribar a la zona fins a mitjans dels anys cinquanta del segle xx i les carreteres existents fins a aquests anys no estaven condicionades per a facilitar la comunicació de la zona.
Aquest desenvolupament tardà de la regió ha fet que avui dia la província sigui la que té una major extensió de boscos i la biosfera més variada de tot Xina. La proximitat cultural i geogràfica amb Taiwan va facilitar el creixement econòmic de la regió a partir dels anys setanta. El ràpid desenvolupament de la província ha provocat l'emigració del camp a la ciutat i la construcció de nombrosos gratacels a les principals ciutats. Això ha motivat que el govern local adopti una sèrie de mesures per a preservar el patrimoni cultural de Fujian. La ciutat de Xiamen va ser una de les primeres de la República Popular Xinesa a aconseguir l'estatus de zona econòmica especial. La regió rep nombroses inversions procedents de Taiwan, cosa que l'ha convertit en una de les províncies més pròsperes del país. A les costes de Fujian hi ha alguns dels ports més antics de la Xina, com ara els de Xiamen, Fuzhou i Quanzhou.

## Divisió administrativa
Fujian es divideix en nou prefectures:
- Fuzhou (xinès: 福州市; Hanyu Pinyin: Fúzhōu Shì)
- Xiamen (厦门市 Xiàmén Shì)
- Zhangzhou (漳州市 Zhāngzhōu Shì)
- Quanzhou (泉州市 Quánzhōu Shì)
- Sanming (三明市 Sānmíng Shì)
- Putian (莆田市 Pútián Shì)
- Nanping (南平市 Nánpíng Shì)
- Longyan (龙岩市 Lóngyán Shì)
- Ningde (宁德市 Níngdé Shì)

## Història
La dinastia Qing va incorporar l'illa de Taiwan a la província de Fujian el 1689. La majoria dels habitants del Taiwan actual són descendents d'emigrants procedents de Fujian. El 1885 Taiwan va esdevenir província independent i els límits de Fujian van quedar establerts tal com són actualment.

## Persones il·lustres
- Yan Fu, pensador, filòsof, sociòleg, traductor, poeta i cal·lígraf
- Bing Xin